# Graptemys caglei
Espèce
Statut de conservation UICN

 EN A2c+4c; B2ab(iii) : En danger
Statut CITES
Graptemys caglei est une espèce de tortue de la famille des Emydidae.

## Répartition
Cette espèce est endémique du Texas aux États-Unis. Elle s'y rencontre dans le bassin du fleuve Guadalupe et son affluent San Antonio River.

## Alimentation
Les mâles et les juvéniles se nourrissent principalement d'insectes aquatiques, tandis que les femelles se nourrissent de mollusques.

## Étymologie
Cette espèce est nommée en l'honneur de Fred Ray Cagle.

## Publication originale
- Haynes & McKown, 1974 : A new species of map turtle (genus Graptemys) from the Guadalupe River system in Texas. Tulane Studies in Zoology and Botany, vol. 18, no 4, p. 143-152 (texte intégral).